# 日日日
日日日（日語：あきら，1986年7月29日—），是日本奈良縣出身的男性輕小說作家。

## 簡歷
千葉縣立千葉西高等學校畢業，本名「輝」、筆名是「晶」（音同akira）字分成三個「日」字來表示。高中在學時便一口氣獲得第1回碧天社戀愛小說大賞、新風舍文庫大賞、第6回ENTERBRAIN「Entame大獎小說部門」佳作、第8回角川學園小說大賞優秀賞和第1回MF文庫J輕小說新人獎編輯長特別獎等五項新人大獎。

## 作品列表

### 輕小說
- 狂亂家族日記（Fami通文庫）（第6回ENTERBRAIN「Entame大賞」佳作）
- 虛界怪造學（角川Sneaker文庫）（第8回角川學園小說大賞優秀賞）
- 蟲，眼球系列（MF文庫J）（第1回MF文庫J新人賞：編集長特別賞）
- 斷頭人中村奈奈子（德間Dual文庫）
- 魔女學生會長（MF文庫J）
- 平安残酷物語（まんたんブロード連載 2008年5月号 - ）
- 虛界怪造學（角川Sneaker文庫）
- うさぎさん惑星。（日语：うさぎさん惑星。）（GANGAN ONLINE連載 2009年4月9日 - 2010年1月14日）
- ビスケット・フランケンシュタイン（メガミ文庫）
- みにくいあひるの恋（日语：みにくいあひるの恋）（MF文庫J）
- 鎖鎖美小姐@不好好努力（GAGAGA文庫）
- 爆熱天使X太陽（角川Sneaker文庫）
- 大奥之櫻系列（角川Sneaker文庫）
- いけめん彼女（講談社輕小說文庫）
- 合奏女孩!（OVERLAP文庫）
- 以魔王之力來支配叛逆期的妹妹。（GA文庫）
- 偶像夢幻祭系列（ビーズログ文庫アリス）
- ECHO（PHP Comix）（VOCALOID曲小説化）
- 鏡之國的愛莉絲 -SCP FOUNDATION-（一二三書房）

### 一般文學
作為出版商的新風社和碧天社的破產讓小說成為了一時期的絕版書、2010年我最最最討厭的學長由講談社出版、新風社刊載的3部作品則轉到角川文庫復刊。
- 我最最最討厭的學長（第1回碧天社戀愛小說大賞）
- 在遙遠彼方的小千（第4回新風舍文庫大賞）
- 看著月亮，說著謊話
- 最後的彼得潘（ピーターパン・エンドロール）
- ひなあられ（講談社小說（日语：講談社ノベルス）） 
  - 收錄作：「ばけばけ」「ひなあられ」「鴨嘴獸」「奧利奧」
- 平安残酷物語（講談社BOX）
- のばらセックス（講談社BOX）

### 漫畫、遊戲原作
漫畫：
- 魔法少女追緝令  全2卷（作畫：倉藤倖、月刊Comic Blade、2007年8月號 - 2008年5月號）東立出版
- 簿（作畫：、2008年8月號 - 11月號）
- （作畫：、GANGAN ONLINE、2009年4月9日 - 2009年10月15日）
- （作畫：、月刊Comic Avarus、2009年9月號 - 2011年12月號）
- 妖怪俱樂部  全2卷（月刊ARiA，作畫：コダマナオコ）尖端出版
- ANOREXIA~志果羽華子得了厭食症~  全2卷（作畫：nini、WEBコミック Beat's、2011年9月10日 - 2013年1月25日）東立出版
- DAGASY 放課後超能力戦争（作畫：、GANGAN ONLINE、2012年9ㄚ月13日 - 2014年9月4日）
- （作畫：ツガノガク、COMIC DAYS、2018年3月9日 - ）

遊戲：
- あんさんぶるガールズ!（GREE、Google Play、App Store、Mobage、mixi、2012年11月27日 - ）
- 偶像夢幻祭 （Google Play、App Store、2015年4月28日 -）[3]
- 超異域公主連結 Re:Dive（Google Play、App Store、2018年8月1日 -）

### 其他短篇
- 夜汽車的骸骨（新風社文庫「二人」刊載）
- 嘘色林檎姬（破天荒遊戲刊載）
- ISLAM DUNK（瑪莉亞†狂熱刊載）

## 影像化

### 電影
- 在遙遠彼方的小千（2008年上映）

導演：兼重淳
主演：仲里依紗、林遣都
- 我最最最討厭的學長（2010年上映）

導演：山本寬
主演：川島海荷、金田哲

### 電視動畫
- 狂亂家族日記（2008年放映）
- 輕聲密語（2009年放映） - 同人誌原稿合作
- 鎖鎖美小姐@不好好努力（2013年放映）
- 偶像夢幻祭（2019年放映）

## 外部連結
- 日日日官方博客
- 日日日的X（前Twitter）